# Pitt Town, New South Wales
Pitt Town este o suburbie în Sydney, Australia.